# Parafia Narodzenia Najświętszej Maryi Panny w Czastarach

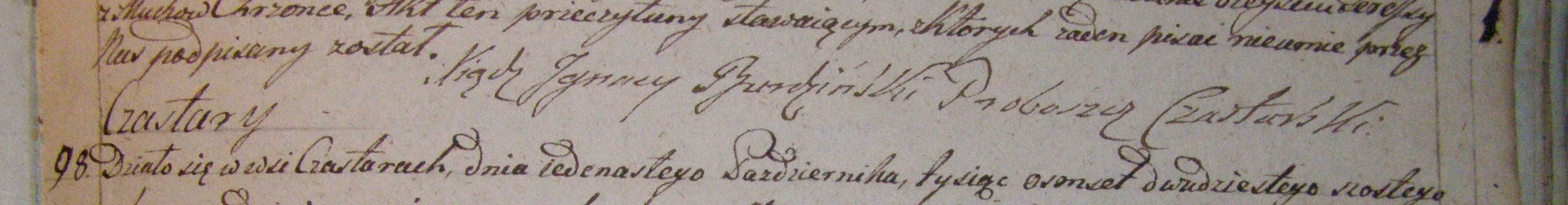
Podpis proboszcza Jgnacego Burdzińśkiego.

Parafia Narodzenia Najświętszej Maryi Panny w Czastarach – parafia rzymskokatolicka należąca do dekanatu Wieruszów diecezji kaliskiej. Została utworzona w XIV wieku. Mieści się przy ulicy Szkolnej. Prowadzą ją księża diecezjalni. Parafia liczy 1800 wiernych.

## Historia parafii
Najwcześniejsza wzmianka o parafii Czastary pochodzi z 1460 roku. Zawarta jest w akcie dotacyjnym wystawionym przez Królową Bonę dla parafii Sokolniki. 
Analiza słowotwórcza wskazuje na to, że nazwa Czastary pierwotnie oznaczała ludzi-dróżników, którzy mieli piecze nad drogami. Z czasem przeszła ona na zamieszkiwaną przez nich osadę. Czesi zachowali do dziś rzeczownik cestar (to znaczy dróżnik). A właśnie w Czastarach krzyżował się szlak biegnący z północy z Sokolnik na południe z drogą biegnącą z kasztelanii rudzko-wieluńskiej do Kalisza. 
Ponieważ przyjmuje się, że osady zwane służebnymi powstawały w Polsce w XI-XII wieku do tego czasu należy odnieść początki Czastar, które do 1795 roku były wsią królewską. W roku 1521 sporządzony został urzędowy opis parafii i kościoła. Wizytacje z wieku XVIII wspominają o starym kościele drewnianym pod wezwaniem Narodzenia NMP oraz o tym, że kościół ten w 1754 roku został odbudowany przez księcia Aleksandra Sułkowskiego. W kościele tym było pięć ołtarzy, między innymi w południowej kaplicy z obrazem Narodzenia NMP, uważanym za słynący łaskami. 
Kościół ten w 1845 spalił się. Na jego miejscu zbudowany został w 1847 roku obecny kościół murowany. Fundatorem był właściciel wsi Parcice Leopold Trepka po konwersji z kalwinizmu na katolicyzm. Kościół ten 11 października 1886 roku konsekrował biskup kujawski Aleksander Bereśniewicz. Odpust 8 września ściągał zawsze wielu wiernych, także z okolicznych parafii. 
W czasie II wojny światowej Niemcy zamienili kościół na spichlerz a zakrystię na areszt. Obok świątyni stoi murowana organistówka z 1. połowy XX wieku, w której podczas okupacji niemieckiej była siedziba posterunku żandarmerii i miejsce kaźni. Łańcuchy i kajdany przetrwały do dziś i są eksponowane we wnętrzu świątyni. 
Od 1939 r. proboszczem parafii był ks. Bolesław Stradowski. 21 maja 1940 r. został zastrzelony przez na plebanii przez Fritza Bednarowskiego, niemieckiego komendanta posterunku żandarmerii w Czastarach.
Do roku 1953 odpusty 8 września odbywały się bez większych przeszkód. W następnych latach władze Polski Ludowej utrudniały wiernym przybycie do Czastar na odpust.

## Zasięg parafii
Do parafii należą wierni z miejscowości: Czastary, Jaśki, Jaworek, Józefów, Kniatowy, Krajanka, Przywory i Stępna.

## Proboszczowie parafii
| imię i nazwisko             | daty urzędowania                                               |
| --------------------------- | -------------------------------------------------------------- |
| ks. Ignacy Burdzyński       | 1827–1844                                                      |
| ks. Łukasz Bęczkowski       | 1844–1853                                                      |
| ks. Jan Szeligowski         | 1853–1855                                                      |
| ks. Jakub Godziszewski      | 1855–1858                                                      |
| ks. August Panaszkiewicz    | 1858–1863                                                      |
| o. Paweł Sikorski           | 1863–1870 (paulin z Wieruszowa)                                |
| ks. Alojzy Amman            | 1870–1876                                                      |
| ks. Gabriel Nowak           | 1876–1881                                                      |
| ks. Ksawery Lipka           | 1881–1887                                                      |
| ks. Karol Załęcki           | 1887–1890                                                      |
| ks. Antoni Patocki          | 1890–1895                                                      |
| ks. Jan Czok                | 1895–1898                                                      |
| ks. Apolinary Kukowski      | 1898–1906                                                      |
| ks. Michał Kuśmierski       | 1906–1916                                                      |
| ks. Piotr Gogolewski        | 1916–1925                                                      |
| ks. Władysław Wilczyński    | 1925–1932                                                      |
| ks. Edward Bendowski        | 1932–1939                                                      |
| ks. Bolesław Stradowski     | 1939–1940                                                      |
| –                           | 1940–1945 (kościół zamknięty przez Niemców – nie było księdza) |
| ks. Mieczysław Piega        | 1945–1959                                                      |
| ks. Lucjan Nowak            | 1959–1966                                                      |
| ks. Ewaryst Szopiński       | 1966–1971                                                      |
| ks. Edward Bujak            | 1971–1986                                                      |
| ks. Lucjan Kucharski        | 1986–2005                                                      |
| ks. Jacek Kalferszt         | 2005–2022                                                      |
| ks. kanonik Marek Olszewski | od 2022                                                        |